# Адисон (Алабама)
Адисон (енгл. Addison) град је у америчкој савезној држави Алабама. По попису становништва из 2010. у њему је живело 758 становника.

## Демографија
Према попису становништва из 2010. у граду је живело 758 становника, што је 35 (4,8%) становника више него 2000. године.
| Група             | 2000.       | 2010.       |
| Белци             | 719 (99,4%) | 751 (99,1%) |
| Афроамериканци    | 1 (0,1%)    | 1 (0,1%)    |
| Азијати           | 1 (0,1%)    | 1 (0,1%)    |
| Хиспаноамериканци | 1 (0,1%)    | 3 (0,4%)    |
| Укупно            | 723         | 758         |